# 胡宗铎
胡宗鐸（1892年—1962年），字今予，湖北省黃梅縣人。中华民国軍事人物，新桂系將領。

## 生平
胡宗鐸在光緒十八年（1892）3月23日生於湖北省黃梅縣，初期教育在武昌的文普通學堂就學，因辛亥革命之故從軍，後得到舉薦進入武昌的陸軍第二預備學校就學，其同學包括了白崇禧、黃紹竑等廣西籍菁英，成為他後來進入新桂系的人脈背景。民國六年（1917）畢業於保定陸軍軍官學校第四期步兵科。
初期生涯
畢業後，北京政府雖有指示分發部隊，但胡宗鐸決定脫離部隊，加入石星川的護法運動，成為湖北靖國軍的參謀，但湖北靖國軍遭到北京國民政府將領王占元所指揮的陸軍第二師擊潰，部隊瓦解，胡宗鐸因此遁逃上海。到上海後他輾轉抵達廣州，加入廣州中華民國政府。
民國七年（1918）加入廣州政府後，胡宗鐸首先擔任護國軍第一軍軍官團軍官訓練所教官，後轉任駐粵滇軍擔任連長，在民國十二年（1923）胡宗鐸與孫中山見面，並且向孫中山提議前往廣西省穩定該地局勢，以利廣東政府發展。在與孫中山談話後，胡宗鐸脫離廣州政府前往廣西省，加入同學黃紹竑等人所率領的廣西討賊軍，先是擔任廣西討賊軍總指揮部參議，左右兩江討賊軍指揮官等職務，雖然胡宗鐸並沒有其核心部隊，但廣西統一戰爭時他並非在後方進行謀略策劃，主要是在前線作戰，也由於他的驍勇善戰，並獲得他的同學們接納這位湖北籍的外省軍人，和胡宗鐸有類似履歷的湖北人還包括陶鈞，後來他也成為新桂系的核心幹部將領之一。隨著黃紹竑與李宗仁完成同盟，胡宗鐸的職務也調整為定桂討賊聯軍總指揮部總參議。
此後，新桂系決定與廣州國民政府合作，並將麾下部隊改制為國民革命軍第七軍，胡宗鐸成為第七軍所屬之第7旅旅長，隨李宗仁出兵湖南省，參與國民革命軍北伐戰爭。北伐戰爭初期，除了第7旅旅長外，胡宗鐸兼任第七軍第二路指揮官，在江西省德安戰役中，胡宗鐸親率第8旅預備隊強攻德安城，並成功擊潰孫傳芳部隊主力。由於此役戰功，第七軍在休整改組時胡宗鐸升任第七軍第二師師長。
民國十六年（1927），孫傳芳部隊逆襲國民政府的幾場戰役中，胡宗鐸指揮的第二師都表現出堅實戰力，李宗仁因此將他升任第三路軍第三縱隊指揮，隨後李宗仁決定將第七軍下轄第二師、國民革命軍第十五軍下轄第二師合組為國民革命軍第十九軍，胡宗鐸升任該軍軍長。新桂系在對抗武漢國民政府時，使用第十九軍擊潰唐生智部隊，在同年11月15日取得武漢，胡宗鐸因此戰功兼任武漢衞戍司令、湖北省政府委員、武漢政治分會委員等軍政重要職務。因北伐戰爭第二階段隨著東北易幟結束，十九軍被縮編為國民革命軍第16師，胡宗鐸仍續任師長。此外，由於新桂系立場採取清共態度，胡宗鐸也同時擔任湖北全省淸鄉督辦，在清共行動中逮捕處死了大量中國共產黨員與親中國共產黨地方組織成員。
重挫
雖然胡宗鐸是國民政府一員，但是他對湖北省政的態度採取「鄂人治鄂」，推舉張知本成為湖北省政府主席，主控了湖北省的政軍運作。這些操作皆未獲得南京國民政府同意，使得新桂系和蔣中正之間因北伐後的政治權力存在芥蒂。胡宗鐸在這過程中因擅自使用武漢政治分會的名義剝奪湖南省主席魯滌平的職務，觸發了新桂系與南京政府間的全面衝突。在蔣桂戰爭期間，胡宗鐸被任命為第4路軍總司令，其部屬李明瑞、俞作柏遭到南京政府收買，發電拒絕參與內戰，並自行調動部隊離防，這使得駐湖北的新桂系防線無法維持，胡宗鐸在部下叛變後決定撤離武漢，4月21日通電棄職，隨後逃往香港。
後期生涯
蔣桂戰爭導致新桂系重挫後，胡宗鐸寓居香港。最初他曾試圖加入反蔣中正陣營，並擔任新桂系的聯絡人在天津與香港之間頻繁活動，但並沒有返回廣西省從事軍職。
直到抗日戰爭爆發後，胡宗鐸才返回軍界，擔任戰地黨政委員會中將委員。1943年初任軍事委員會中將委員，但這些職務基本上皆為虛職，胡宗鐸主要仍長居重慶。
抗戰勝利後，胡宗鐸退役。後因李宗仁代理總統，因此在民國三十八年（1949）被白崇禧招攬回任華中軍政長官公署（長官白崇禧）政務委員副主委。後因新桂系在後續戰役的敗北，胡宗鐸再次避居香港。在香港期間，胡宗鐸主要在九龍務農，後在總統府秘書長王世杰簽准下在民國四十年（1951）遷居臺灣。
抵達臺灣後，中華民國政府讓胡宗鐸擔任土地銀行監察人，總統府國策顧問等職務，維持其基本生活。
民國五十一年（1962）8月26日在臺北病逝。享年71歲。

## 外部連結
- 辛亥革命人物誌：胡宗鐸 （页面存档备份，存于）